# Spéléométrie

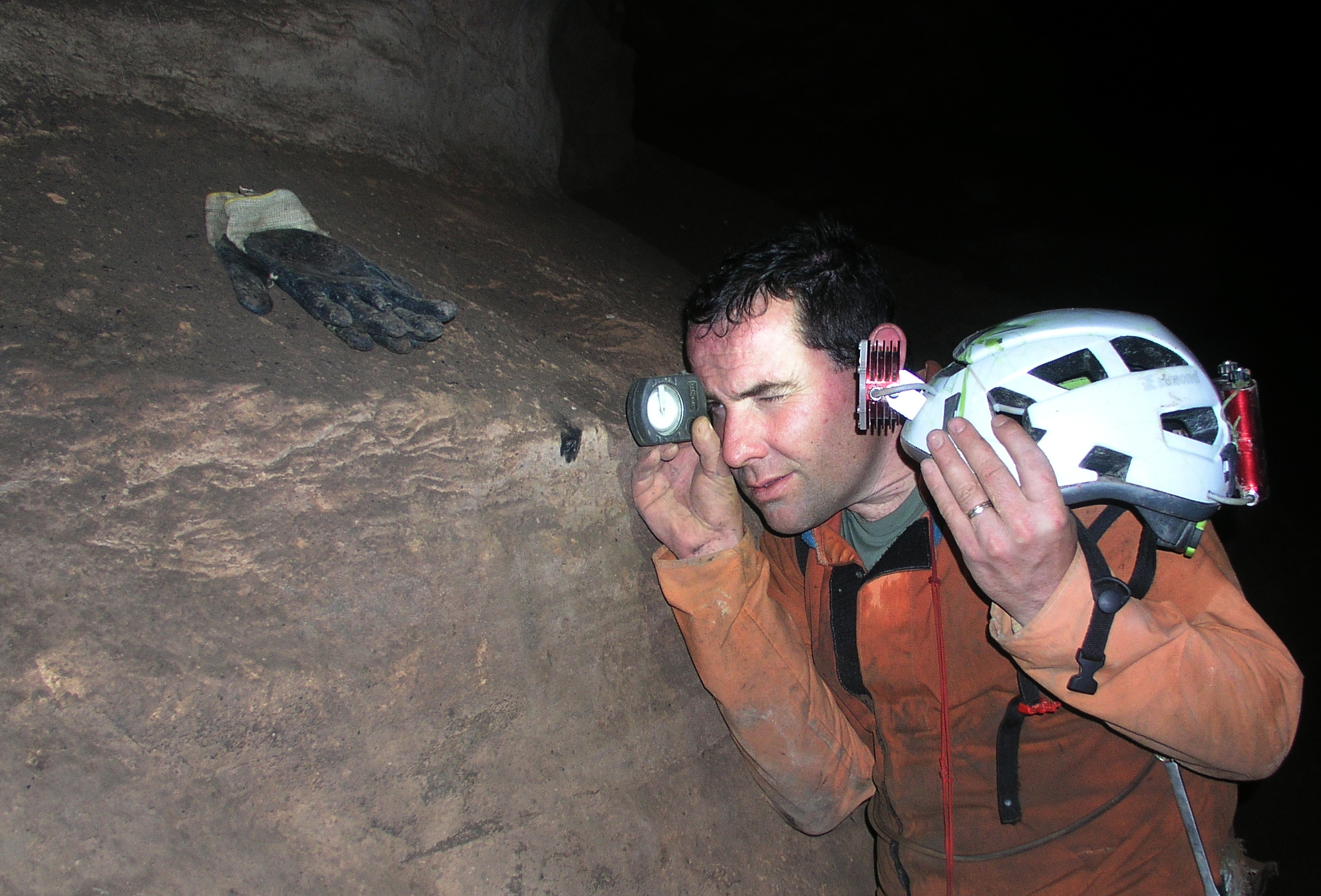
Topographie spéléologique dans lAbismo do Tabocal, São Desidério, Bahia, Brésil.

La spéléométrie est une technique de mesure des particularités dimensionnelles des grottes souterraines.
Le terme « spéléométrie » est composé de deux mots issus du grec ancien σπήλαιον / spḗlaion, « grotte », et μέτρον / métron, « mesure ».

## Technique de mesure
Le mot spéléométrie est apparu au XXe siècle avec le développement des activités spéléologiques. Les cavernes étant de plus en plus longues et de mieux en mieux connues, il est apparu nécessaire de recenser et de classer les cavités naturelles par leur longueur. Naturellement, les spéléologues ont été amenés à sérier et à classer les cavités selon des critères spéléométriques précis, comme la longueur ou la profondeur, souvent exprimés en mètres.
D'autres critères, comme le volume d'une salle souterraine, la profondeur d'un puits vertical, ou encore l'extension maximale entre deux points d'une cavité, sont également utilisés pour caractériser une caverne selon sa géométrie ou sa morphologie.
La longueur et la profondeur des conduits noyés (siphons) sont des indications également prisées des spéléoplongeurs ou spéléonautes.

## Historique

### Du pas au mètre
Au début de l'exploration des cavernes, les auteurs avaient pour habitude d'évaluer les dimensions des grottes par la « longueur », notamment pour celles qui présentaient un cheminement horizontal. La longueur était alors exprimée en pas ou encore dans une unité de mesure ancienne, pour la France de l'Ancien régime en toises ou en pieds. Les termes de longueur et de profondeur étaient couramment utilisés. Les progrès dans la représentation des objets spéléologiques (croquis, dessin), et surtout dans les méthodes de topographie souterraine, ont considérablement contribué à l'établissement de listes spéléométriques fiables. Plus tard lorsque les grottes ont fait l'objet d'investigations plus poussées, la notion de réseau et de système souterrain a vu le jour ; les critères dimensionnels d'antan ont pris les noms plus savants de développement et dénivellation. En 1947, une jonction à l'intérieur d'un réseau souterrain du massif de la Chartreuse (Préalpes) a donné une certaine notoriété à l'équipe de spéléologues réunis autour de Pierre Chevalier. En effet, la dénivellation totale de 603 m du réseau de la Dent de Crolles, entre les points haut et bas du réseau, a permis d'établir un nouveau record mondial. Ce record de profondeur a été détenu par cette cavité alpine de 1947 à 1953.
Toutefois, les deux anciennes notions, longueur et profondeur, sont encore largement utilisées dans un souci de simplification. Le même constat a été fait avec la langue anglaise où les mots deep et long sont toujours usités dans l'intitulé des listes spéléométriques. C'est pourquoi on parlera de cavités naturelles les plus longues, classées selon leur développement, et de cavités naturelles les plus profondes, classées selon leur dénivellation.

### Tri géographique et par nature de roche
Les critères spéléométriques offrent l'avantage de caractériser des grottes à l'échelle mondiale, mais aussi par continent, par pays, région, département, etc. Ainsi, l'importance des cavités en fonction de la nature de l'encaissant (type de roche) peut faire l'objet d'une énumération. De même, les listes spéléométriques des cavités naturelles, d'origine karstique ou non, correspondent à un angle de vue qui pourra intéresser les spécialistes de la spéléogenèse. Il n'y a pas de listes de critères arrêtées et on pourra toujours en créer de nouveau si une caractéristique mesurable ou quantifiable se fait jour.
Les listes suivantes sont autant d'accès aux différentes listes spéléométriques dans lesquelles on pourra trouver une énumération de cavités dûment classées.

## Listes spéléométriques mondiales

### Classées par développement et dénivellation
- Liste des plus longues cavités naturelles
- Liste des plus profondes cavités naturelles

### Classées par spéléogenèse ou type d'encaissant
- Liste des cavités dans la glace
- Liste des grandes cavités du gypse ou de l'anhydrite
- Liste des grandes cavités naturelles dans les évaporites
- Liste des grandes cavités pseudokarstiques
  - Grandes cavités dans les grès non carbonatés ou les quartzites
  - Grandes cavités dans le conglomérat
  - Grandes cavités dans le granite, le gneiss, les blocs ou éboulis
  - Grandes cavités dans la lave
  - Grandes cavités dans le sel ou le salpêtre
  - Grandes cavités dans la terre ou l'argile
  - Grandes cavités dans le lœss
  - Grandes cavités dans le schiste, le micaschiste ou le calcschiste
  - Grandes cavités dans la craie ou le tuf
  - Grandes cavités dans le minerai de fer

### Classées par élément géomorphologique ou état des conduits
- Liste des méga-dolines
- Liste des plus grandes salles souterraines naturelles
- Liste des plus grands puits naturels
- Liste des plus grands siphons naturels

## Listes spéléométriques par pays
| v · d · m |

Carte du monde des pays dont les listes spéléométriques sont documentées.

### Allemagne
- Liste des cavités naturelles les plus longues d'Allemagne
- Liste des cavités naturelles les plus profondes d'Allemagne

### Belgique
- Liste des cavités naturelles les plus longues de Belgique
- Liste des cavités naturelles les plus profondes de Belgique

### Bolivie
- Liste des cavités naturelles les plus longues de la Bolivie
- Liste des cavités naturelles les plus profondes de la Bolivie

### Espagne
- Liste des cavités naturelles les plus longues d'Espagne
- Liste des cavités naturelles les plus profondes d'Espagne

### France
Spéléométrie de la France (par départements)
- Liste des cavités naturelles les plus longues de la France
- Liste des cavités naturelles les plus profondes de la France

### Italie
- Liste des cavités naturelles les plus longues d'Italie
- Liste des cavités naturelles les plus profondes d'Italie

### Pérou
- Liste des cavités naturelles les plus longues du Pérou
- Liste des cavités naturelles les plus profondes du Pérou

### Suisse
- Liste des cavités naturelles les plus longues de Suisse
- Liste des cavités naturelles les plus profondes de Suisse

### Ukraine
- Liste des cavités naturelles les plus longues de l'Ukraine
- Liste des cavités naturelles les plus profondes de l'Ukraine

## Illustrations

Différents relevés topographiques en grotte
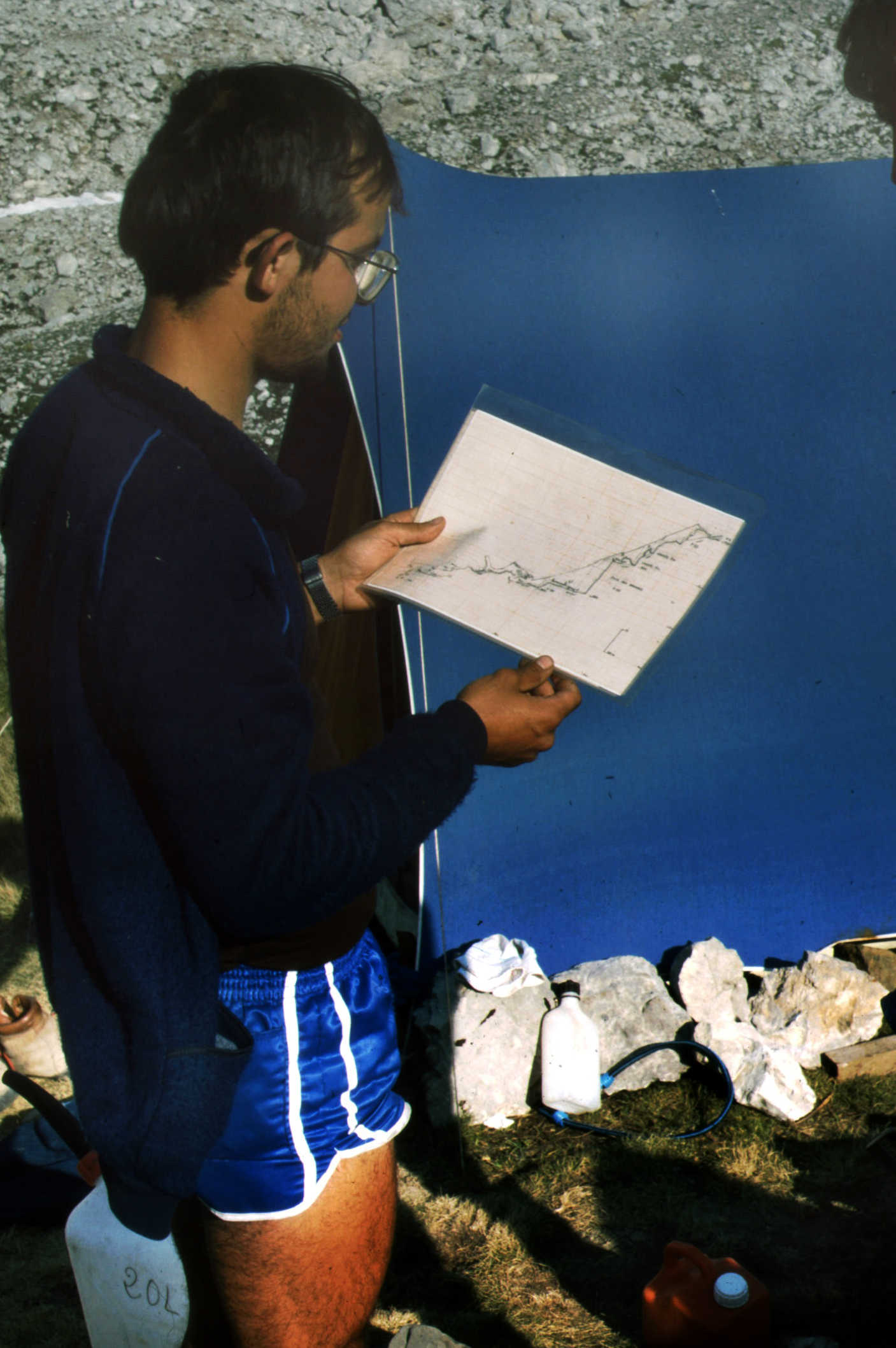
Coupe partielle du T2 (Sistema del Trave), Pics d'Europe, Espagne.
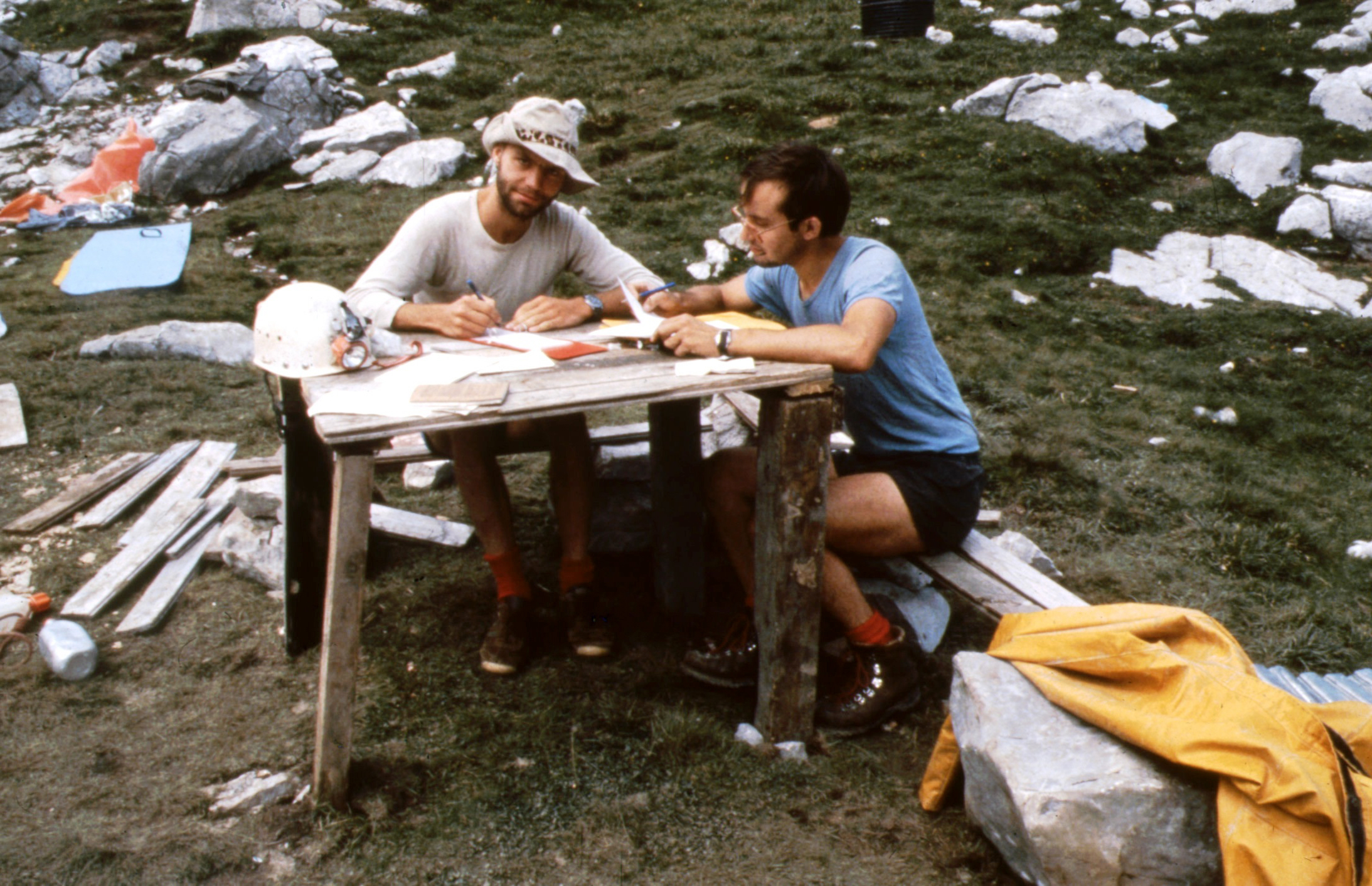
Report des derniers levés topographiques du gouffre T2 (Sistema del Trave) au camp de base en 1983, Pics d'Europe, Asturies, Espagne.
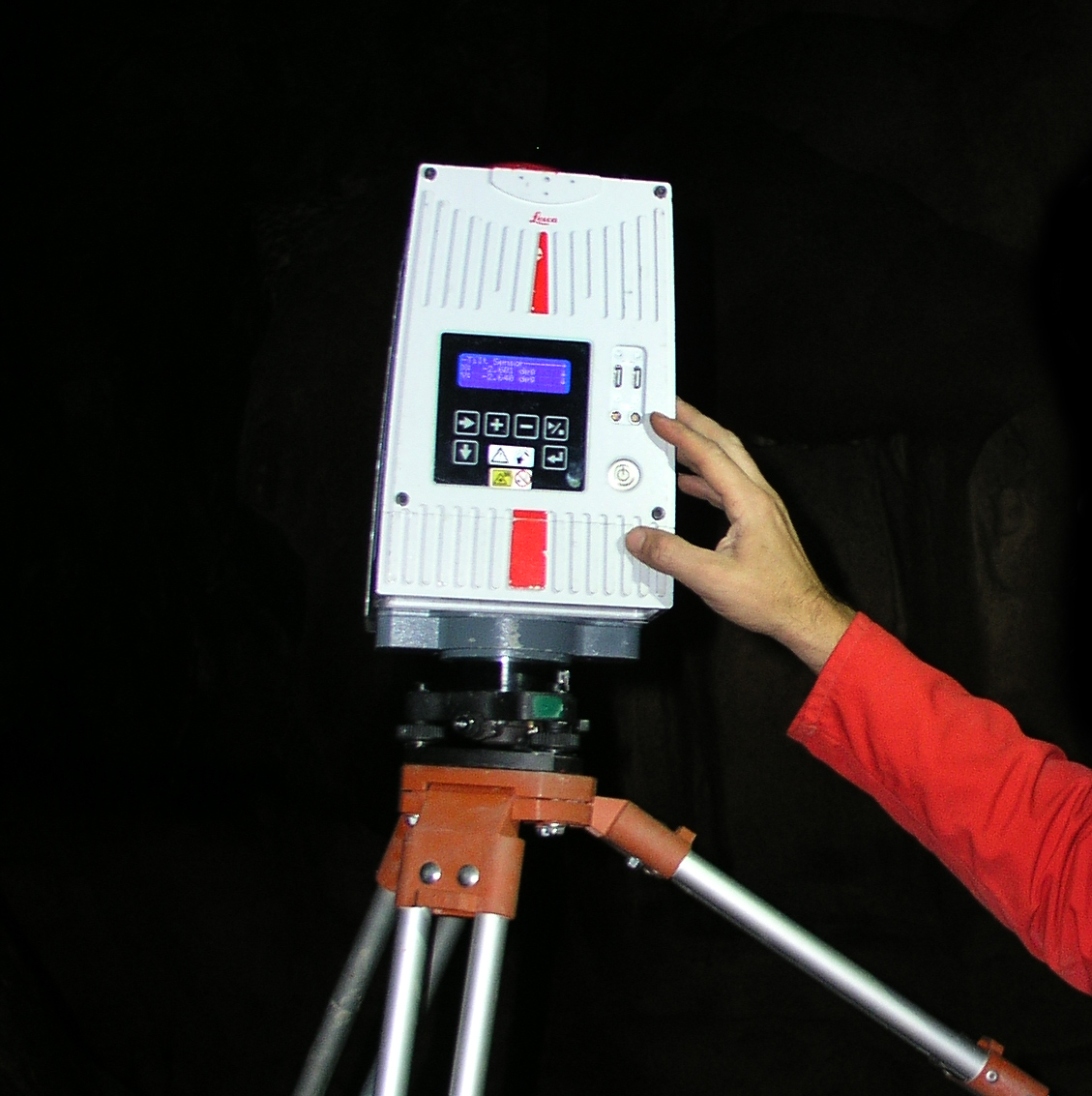
Utilisation d'un scanneur tridimensionnel dans la goule de Foussoubie, Vagnas, Ardèche, France.
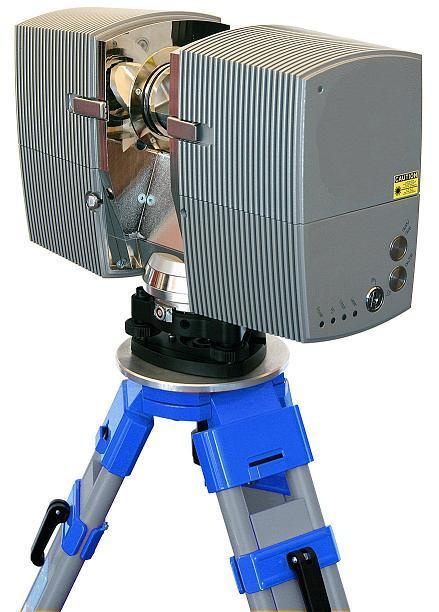
Scanneur Laser 3D statique monté sur trépied.
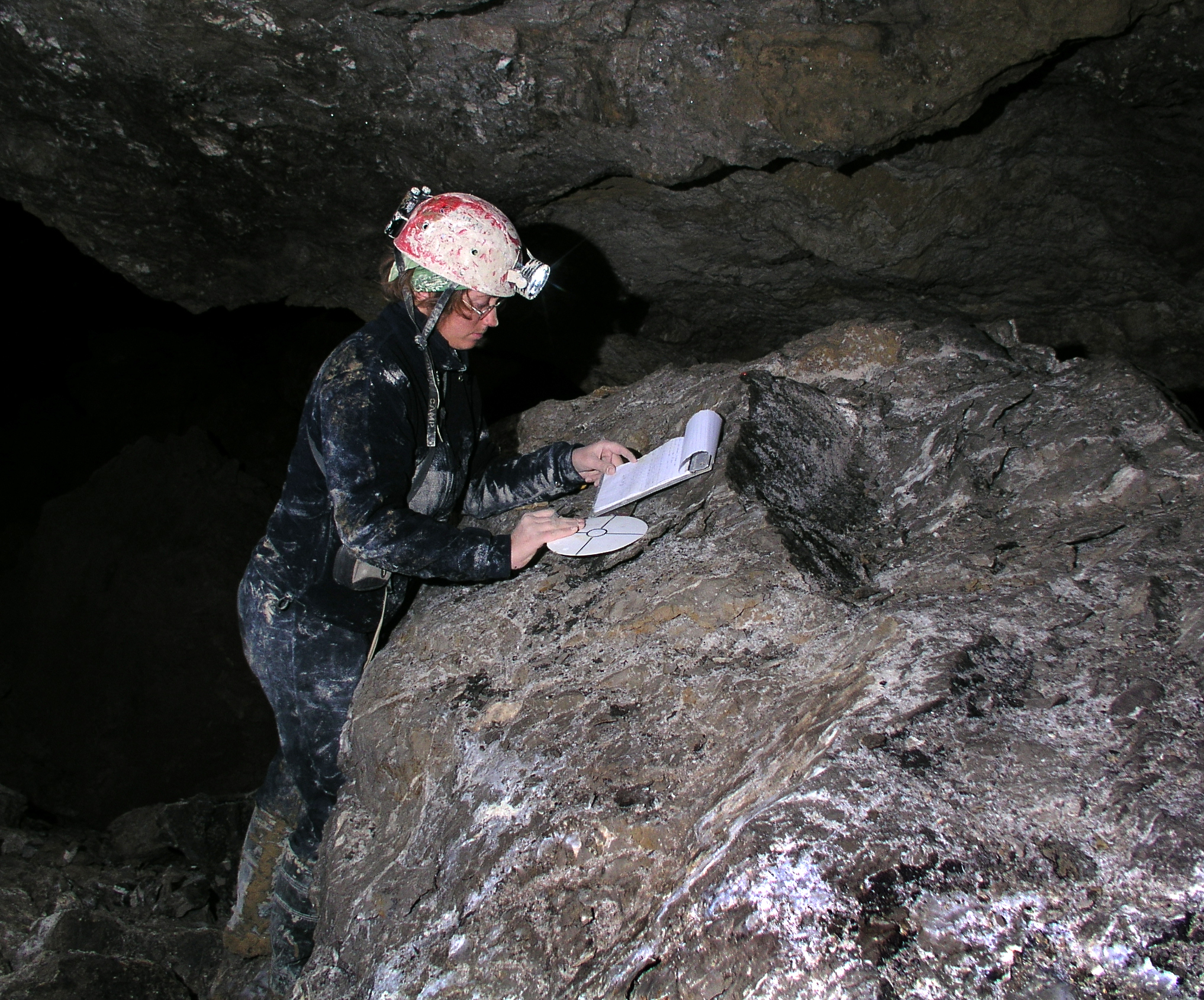
Relevé dans la grotte des Chamois, Castellet-lès-Sausses, Alpes-de-Haute-Provence, France.

Représentations, dessins et illustrations topographiques de cavités naturelles
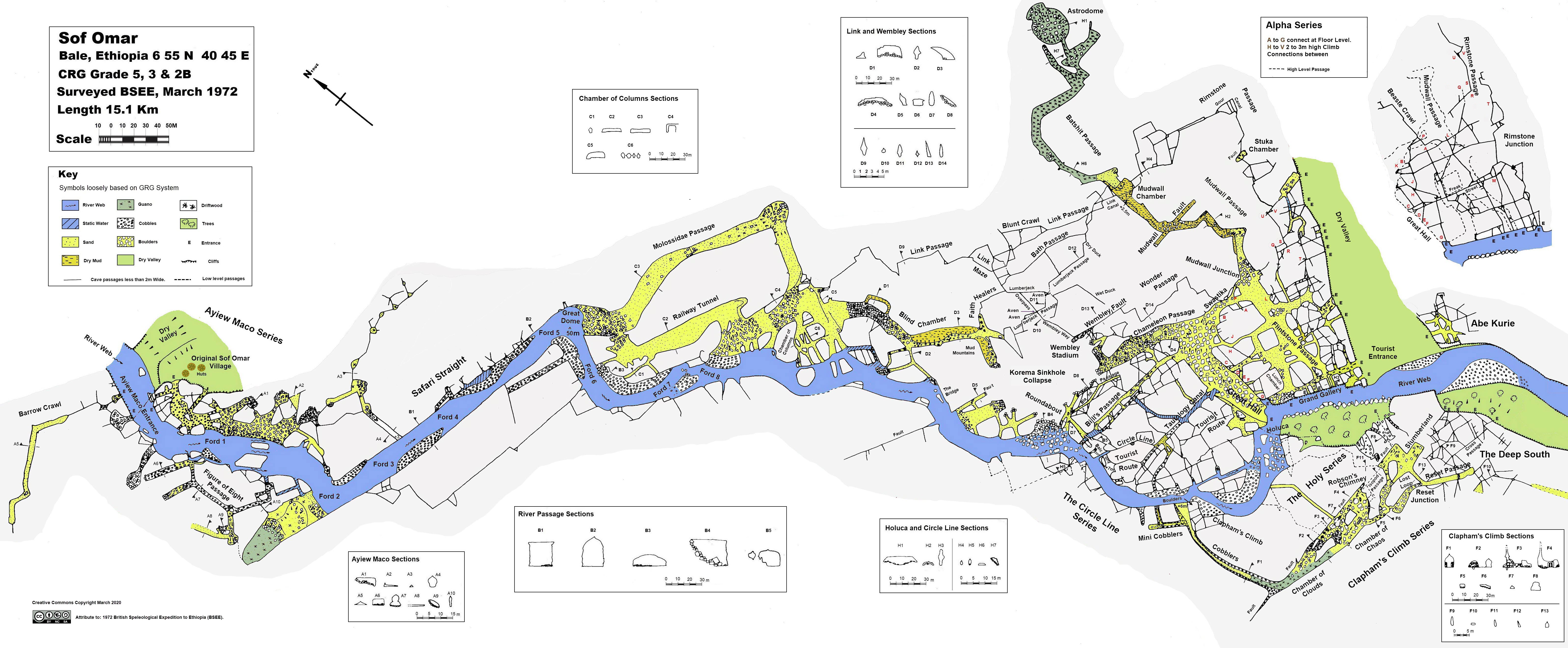
Plan des grottes de Sof Omar, Province de Balé, Éthiopie, topographiées en 1972 par la British Speleological Expedition.
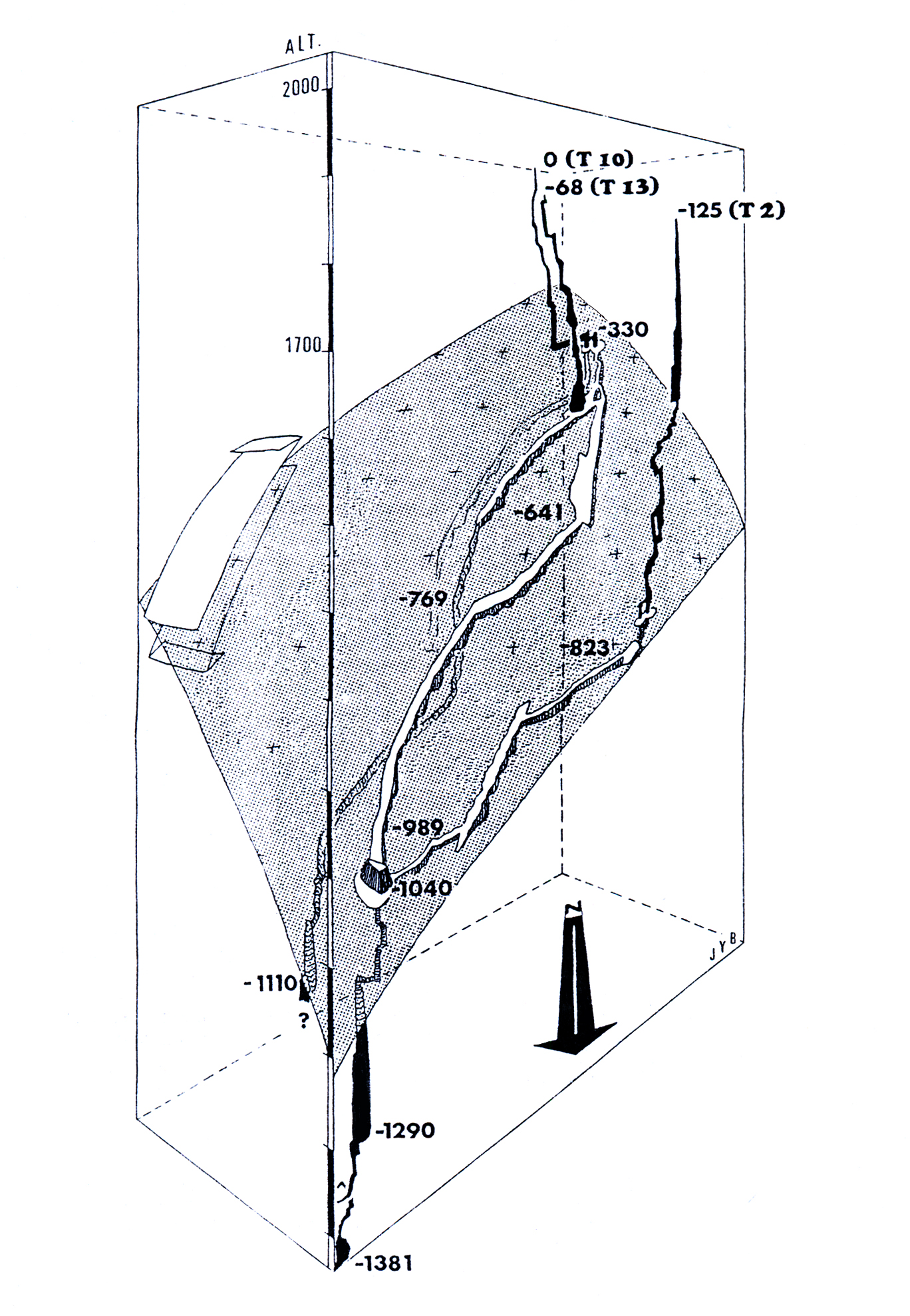
Vue en perspective du Sistema del Trave (1988), Pics d'Europe, Espagne.
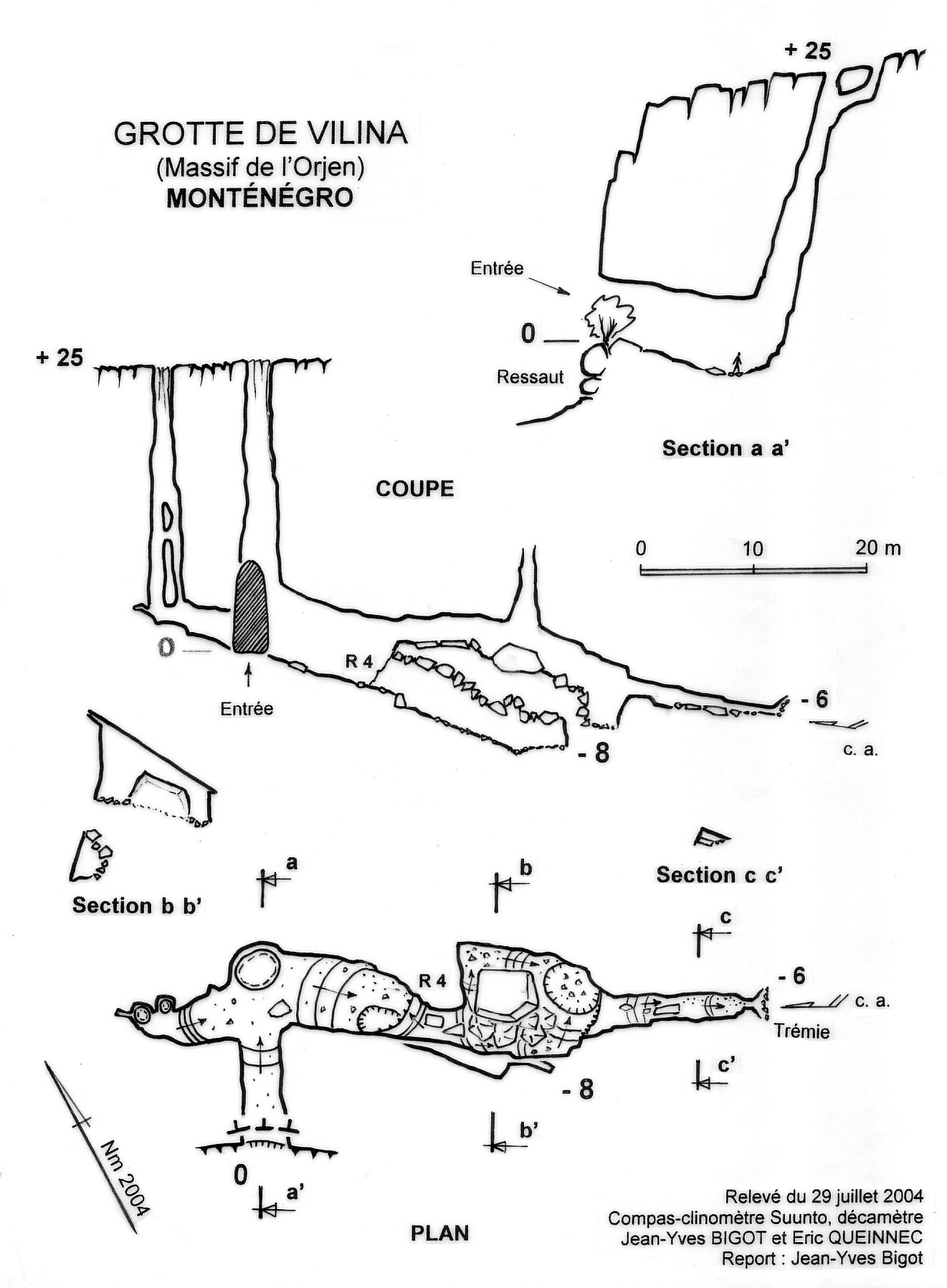
Topographie de Vilina Pecina, Na Podé, Massif de l'Orjen, Monténégro.
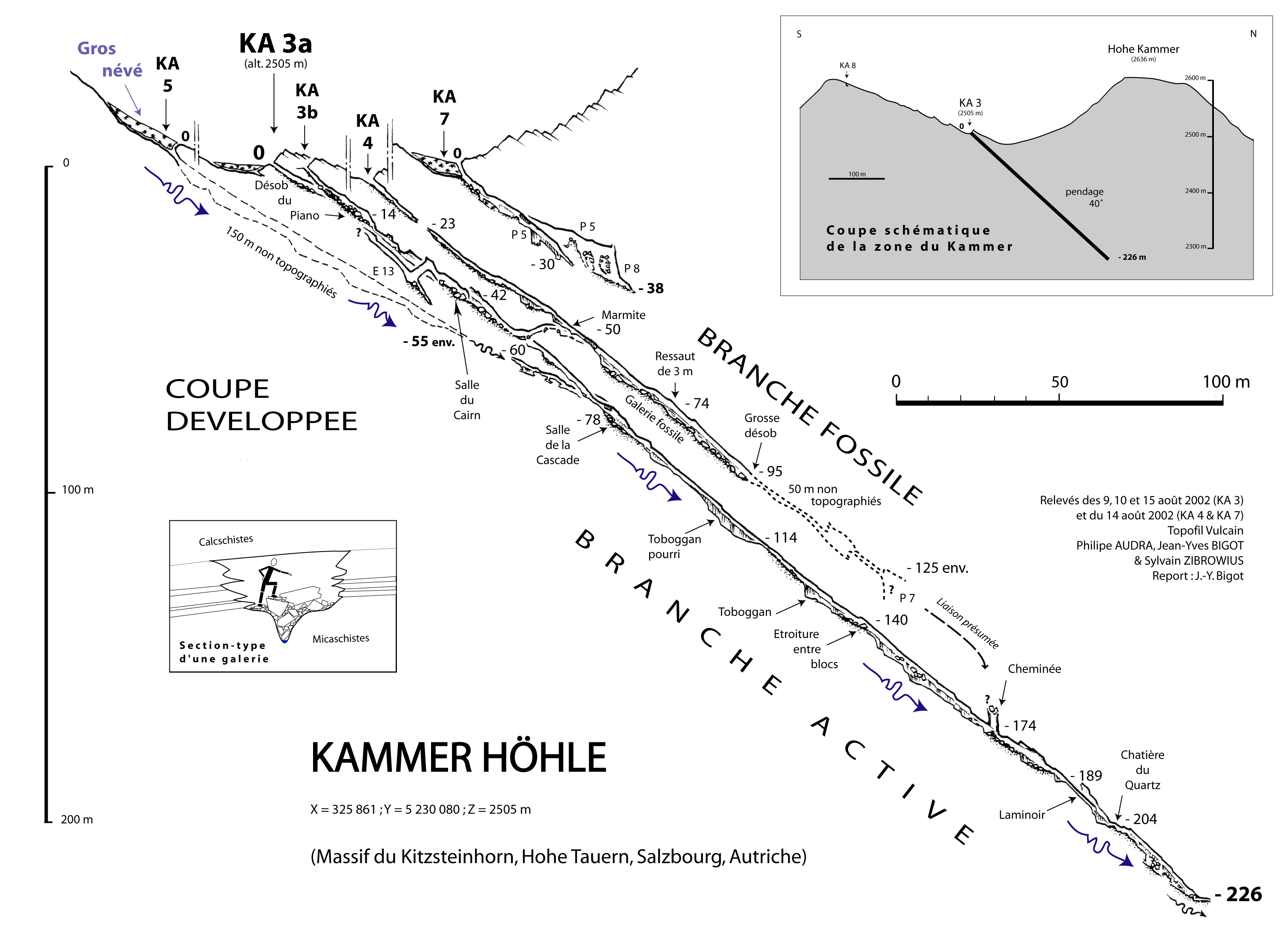
Coupe de la Kammer Höhle, massif du Kitzsteinhorn, Salzbourg, Autriche.
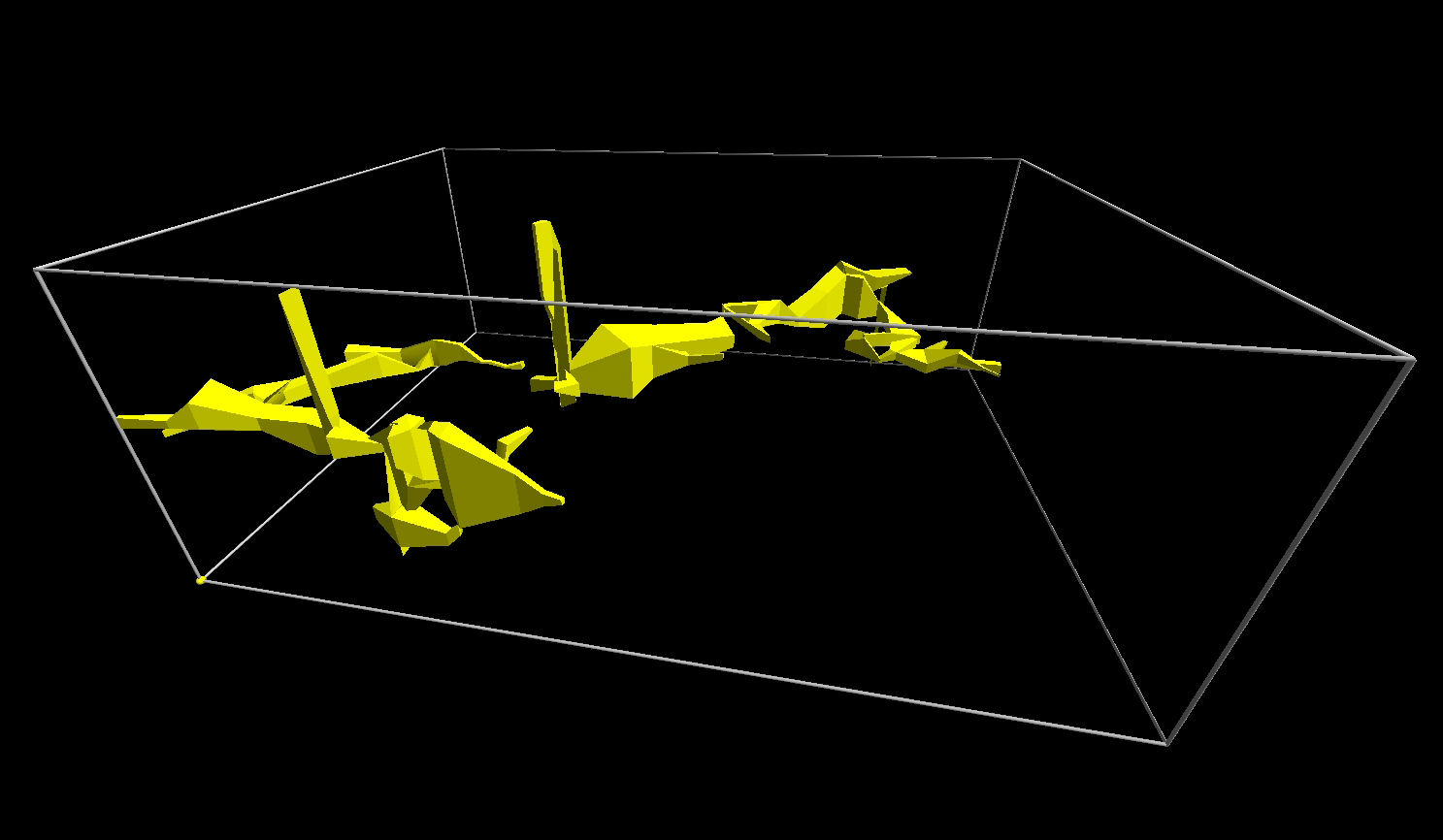
Vue 3D des Torcas de Ojón, La Gandara, Soba, Cantabrie, Espagne (d'après Visual Topo).